# Tonje Skinnarland
Tonje Skinnarland, née le 21 décembre 1967, est une générale de division norvégienne et l'actuelle cheffe de la Force aérienne royale norvégienne.

## Biographie

### Formation
Tonje Skinnarland sort diplômée de la Forsvarets stabsskole (école norvégienne des forces armées) en 2003 et de la Forsvarets høgskole (université norvégienne des forces armées) en 2009.

### Carrière militaire
Tonje Skinnarland débute comme Air Wing Commander 130 Air Wing (Station Commander Air Defence Station Mågerø),. De 2014 à 2016, elle est aide de camp de l'armée de l'air auprès d'Harald V, roi de Norvège.
En 2016, lorsqu'elle prend ses fonctions de chef d'état-major de l'armée de l'air, elle devient la première femme brigadier (l'équivalent d'une générale de brigade) de cette branche. À la suite du décès du général de division Per-Egil Rygg en 2016, Tonje Skinnarland occupe temporairement le poste d'inspecteur général de l'armée de l'air, avant qu'en janvier 2017, elle ne soit officiellement nommée à ce poste,, qui a depuis été renommé cheffe de l'armée de l'air. Tonje Skinnarland est la première femme à être cheffe de l'armée de l'air et la première non-pilote de l'armée de l'air. À ce poste, elle gère le renouvellement de la flotte aérienne avec au moins 40 nouveaux F-35.
Début 2020, elle est pressentie pour être nommée ministre de la défense.